# 모니크 콜먼
모니크 콜먼(Monique Coleman, 1980년 11월 13일 ~ )은 미국의 배우이다.

## 출연 작품
- 나의 엄마, 나의 딸 - 루이스 역